# Comuna Promna
Promna este o comună (în poloneză: gmina) rurală în powiatul Białobrzegi, voievodatul Mazovia, Polonia.
Comuna acoperă o suprafață de 120,74 km² și are, potrivit datelor din anul 2006, o populație de 5.612.